# Steal This Album!
Steal This Album! és un album del grup californià de metal alternatiu System of a Down, posat a la venda el 26 de novembre de 2002 per American Records i Columbia Records. El disc és una col·lecció de material inèdit i cançons descartades a les sessions de Toxicity que algú va penjar a Internet amb el títol de Toxicity II. El grup, al descobrir aquest disc pirata va decidir enregistar les cançons en estudi.
Encara que amb Toxicity el grup va tenir molt de succés, els mesos i dies anteriors al llançament d'aquest àlbum eren de bastant indiferència. El fet que el públic es tractaven de rareses o descarts, va fer que no hi hagués gaire expectació amb el llançament de Steal This Album!  La crítica va ser positiva i l'àlbum va rebre un disc d'or entre d'altres al Regne Unit i platina als Estats Units.
Les cançons van ser escrites conjuntament per Daron Malakian i Serj Tankian, i la cançó «I-E-A-I-A-I-O » va rebre el suport dels altres dos membres de la banda, John Dolmayan i Shavo Odadjian. Dolmayan també va ser responsable de la producció, juntament amb Rick Rubin.
Al disc hi ha els singles «Innervision», «Boom!» i «I-E-A-I-A-I-O». El títol de l'àlbum fa referència al llibre Steal This Book d'Abbie Hoffman de 1971 i a la seva pel·lícula autobiogràfica Roba aquesta pel·lícula. El títol i la portada es veuen com un clar missatge en contra de la pirateria i l'intercanvi de fitxers mp3 amateur de qualitat mediocre.

## Llista de cançons
Totes són compostes pel duo Serj Tankian i Daron Malakian
1. «Chic'n'Stu» - 2:23
2. «Innervision» - 2:33
3. «Bubbles» - 1:56
4. «Boom!» - 2:14
5. «Nüguns» - 2:30
6. «A.D.D. (American Dream Denial)» - 3:17
7. «Mr. Jack» - 4:09'
8. «I-E-A-I-A-I-O» - 3:08 (Tankian/Dolmayan/Pfister/Odadjian/Malakian)
9. «36» - 0:46
10. «Pictures» - 2:06
11. «Highway Song» - 3:13
12. «Fuck The System» - 2:12
13. «Ego Brain» - 3:21
14. «Thetawaves» - 2:36
15. «Roulette» - 3:20
16. «Streamline» - 3:37